# UTB Universal 445
UTB Universal 445 è un trattore agricolo prodotto dalla ditta rumena UTB Universal.
Dopo il successo dell'utb 650 l'agricoltura collettiva rumena aveva bisogno di un trattore più versatile che si prestasse nei vari settori agricoli e perciò lo stato rumeno decise di comprare la licenza del FIAT 450 dalla taliana Fiat Trattori. Il trattore montava un motore in ghisa (d115) di derivazione FIAT a tre cilindri 3 tempi diesel raffreddato ad acqua a iniezione diretta di 2340cm³ (un sistema che si può definire quasi simile al common rail, ovvero con una pompa del gasolio generale e i condotti che vanno ai 3 iniettori) di tipo chiuso con distribuzione a ingranaggi sviluppando una potenza di 45cv e una coppia di 140nm a 1200 rot/min con 8 marce (3 veloci e 3 ridotte con riduttore planetario più la retromarcia e la retromarcia ridotta) successivamente uscì la versione con 2 leve del cambio utilizzata sul DT (1 per le gamme e una per le marce). Il trattore circola a una velocità massima di 23km/h per la versione 6+2 e 25 km/h nella versione 8+2. Il sollevatore idraulico posteriore(su cui era collegato anche un distributore idraulico)era dotato di mantenimento automatico della posizione e riceveva olio dalla pompa mossa a sua volta da un ingranaggio collegato alla distribuzione, il sollevatore riusciva a sollevare fino a 1200Kg. Il trattore era disponibile nei modelli 445 (uso generale), 445dt (doppia trazione 4x4), 445s (cingolato), 445sm (cingolato per circolare in ambiente montano), 445siv (cingolato a cingolo stretto) e 445hc (viticolo) 445if (con sollevatore anteriore). Un grande vantaggio di questo trattore è che la versione 2×4 aveva un raggio di sterzata molto ridotto, rendendolo manovrabile anche in uno spazio largo 3 metri 
Come specificato nel manuale di uso manutenzione il trattore poteva essere dotato in fabbrica (su richiesta) di idroguida alimentata da un serbatoio idraulico secondario collegato alla pompa dell'olio oppure comprando a parte il pistone aftermarket e di un compressore pneumatico per il circuito frenante del rimorchio. Tuttavia ci furono diverse sperimentazioni come il 445dh che montava lo stesso motore però sul telaio di uno scavatore. 
Questo trattore è ancora utilizzato oggi in Romania soprattutto in ambienti collinari(molto presenti sul territorio) ed è un trattore che rende ancora abbastanza nonostante la sua "età" avendo anche un motore molto efficiente sia con temperature molto calde che temperature molto fredde(ovviamente per temperature molto basse ci sono metodi casalinghi per farlo partire) avendo anche un consumo medio ridotto che puo scendere anche fino a 5 litri/ora(ovviamente se si utilizzano strumenti privi di cardano come il ranghinatore a girasolema comunque anche con la presenza del cardano o di un aratro/trincia/coltivatore i consumi si mantengono anche intorno ai 6-10 litri/ora. Tutto ciò ovviamente dipende dalle marce utilizzate, dalle condizioni del motore, degli attrezzi e del terreno 
La serie 445 portò in Romania un grande vantaggio nell'agricoltura e non solo dato che la Romania in cambio dei trattori riceveva petrolio, cotone e molte altre materie prime ed esportò il 70% della produzione in oltre 100 paesi diversi diventando uno dei più vantaggiosi affari per il paese.